# Ответственное правительство
Отве́тственное прави́тельство (англ. responsible government, в российской политической жизни 1916—1917 гг. — «ответственное министерство») — выражение, используемое для обозначения подотчётности правительства перед парламентом в ряде стран с конституционной монархией. До введения ответственного правительства члены исполнительной власти отчитывались в своих действиях лишь перед монархом и не могли быть напрямую освобождены от занимаемых должностей парламентом.

## История

### Великобритания
Концепция ответственного правительства была развита в Великобритании в XVIII веке главой правительства Робертом Уолполом. Он был первым, кто применил понятие ответственного правительства на практике, когда в 1742 подал в отставку со всеми другими членами своего кабинета, потеряв доверие палаты общин.

### Канада
Франкоканадцы ясно понимали, что Конституционный акт 1791 года не позволял им управлять своей территорией. Франкоканадская элита поняла, что она должна контролировать Исполнительный совет, если хочет обеспечивать и организовывать развитие франкоговорящих. Это желание контролировать исполнительную власть привело к требованиям политических вождей франкоканадцев учредить ответственное правительство.
В Канаде правительство стало ответственным, когда Луи-Ипполит Лафонтен и Роберт Болдуин в 1848 вместе снова оказались во главе правительства Объединённой провинции Канада, за 5 лет до этого уйдя в отставку в ответ на односторонние назначения губернатора Меткалфа.

### Капская колония
Первое ответственное правительство сформировал в 1872 г. Джон Молтено. Активным проводником идеи в парламенте провинции был либерал Сол Соломон.

### Российская империя
Требование создать ответственное правительство было одним из главных в ходе политического кризиса, приведшего к Февральской революции в России 1917 года. На практике это означало бы трансформацию государственного строя из самодержавного в конституционную монархию по образцу Великобритании. Действовавшая на тот момент Государственная дума IV созыва фактически превратилась в основной центр оппозиции царскому правительству. Умеренное либеральное большинство Думы ещё в 1915 году объединилось в Прогрессивный блок, открыто противостоявший царю.
Император Николай II принял решение о создании ответственного министерства 1 (13) марта 1917 года и подписал соответствующий манифест, однако на практике эту концепцию воплотить уже не успели. На следующий день Николай, а затем и его брат великий князь Михаил Александрович, отреклись от престола, и власть де-юре перешла к Временному комитету Государственной думы (де-факто она находилась в его руках уже некоторое время), впоследствии преобразованному во Временное правительство.